# Нойенброк
Нойенброк (нем. Neuenbrook) — община в Германии, в земле Шлезвиг-Гольштейн. 
Входит в состав района Штайнбург. Подчиняется управлению Кремпермарш.  Население составляет 653 человека (на 31 декабря 2010 года). Занимает площадь 14,32 км².